# Climacoptera chorassanica
Climacoptera chorassanica là loài thực vật có hoa thuộc họ Dền. Loài này được U.P.Pratov mô tả khoa học đầu tiên năm 1985.